# Ghelința, Covasna
Ghelința (în maghiară Gelence) este satul de reședință al comunei cu același nume din județul Covasna, Transilvania, România. Se află în partea de est a județului, în Depresiunea Târgu Secuiesc.

## Așezare
Localitatea Ghelința este situată în marginea estică a județului Covasna, pe linia de contact a Munților Brețcului și bazinul Târgu Secuiesc, pe drumul județean (121F) ce leagă orașul Covasna de municipiul Târgu Secuiesc. Localitatea este străbătută de pârâul Ghelința.

## Istoric
Prima atestare documentară datează din anul 1539, dar descoperirile arheologice făcute aici demonstrează existența omului în această zonă, mult înainte. Săpăturile au descoperit un celt de bronz și două verigi de lut aparținând epocii bronzului, o brățară în spirală, trei fibule și un lanț (rupte) și monede republicane romane, unele cu legenda Provincia Dacia. În anul 1875, pe un câmp s-a găsit într-un vas de lut, un tezaur de 200 tetradrahme de Thasos aparținând unei așezări dacice.
Sub biserica romano-catolică, gotică, construită în secolul al XIII-lea, s-au semnalat construcții romanice. Nava actualei biserici aparține celei romanice, care în epoca gotică a primit un altar poligonal.
Conform recensământului din 1992, din 4380 locuitori 4320 au fost maghiari, 58 români și 2 germani.

## Economie
Un rol important în economia acestei localități îl are industria de prelucrare primară a lemnului dar și agricultura, creșterea animalelor, comerțul și agroturismul.

## Obiective turistice
- Biserica Romano-Catolică Sf. Emeric este un monument deosebit de valoros, datorită zestrei sale artistice. Ca arhitectură prezintă o navă tăvănită și un cor gotic cu absidă poligonală și boltă pe nervuri, fiind un exemplu tipic de mică biserică de sat din Transilvania secolului al XIV-lea. Pereții navei păstrează un ansamblu de pictură murală gotică de o mare bogăție (cca 1330) reprezentând scene din ciclul cristologic, legenda regelui Ladislau, "Judecata de Apoi" etc. Plafon casetat de stil renascentist, decorat cu motive heraldice și florale (1628). Monument restaurat în 1972.
- Biserica Greco-Catolică, construită în anul 1880 (ortodoxă din 1948)
- Biserica Romano-Catolică, secolul al XIX-lea

## Galerie de imagini

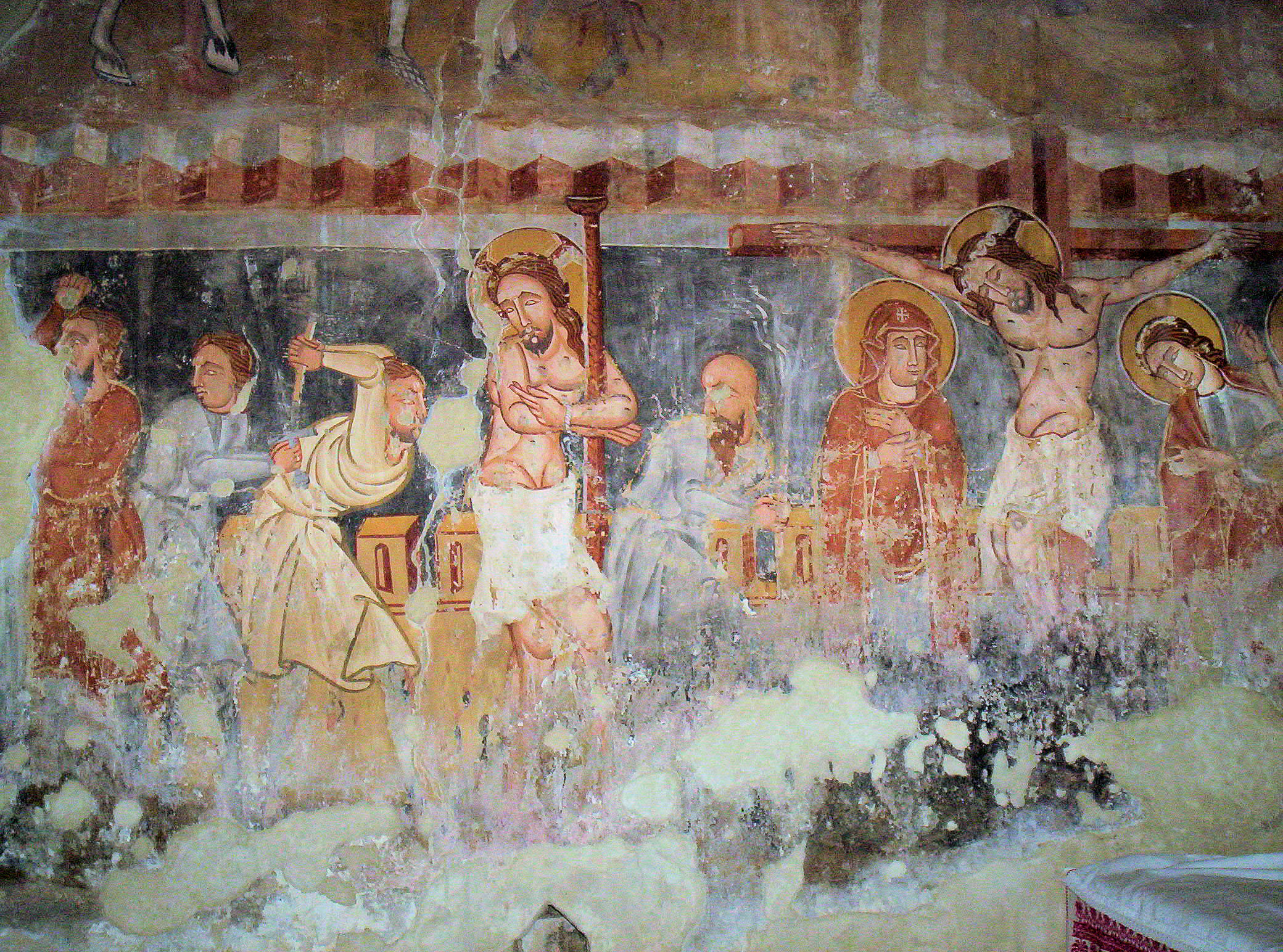
Frescă de la începutul secolului al XIV-lea
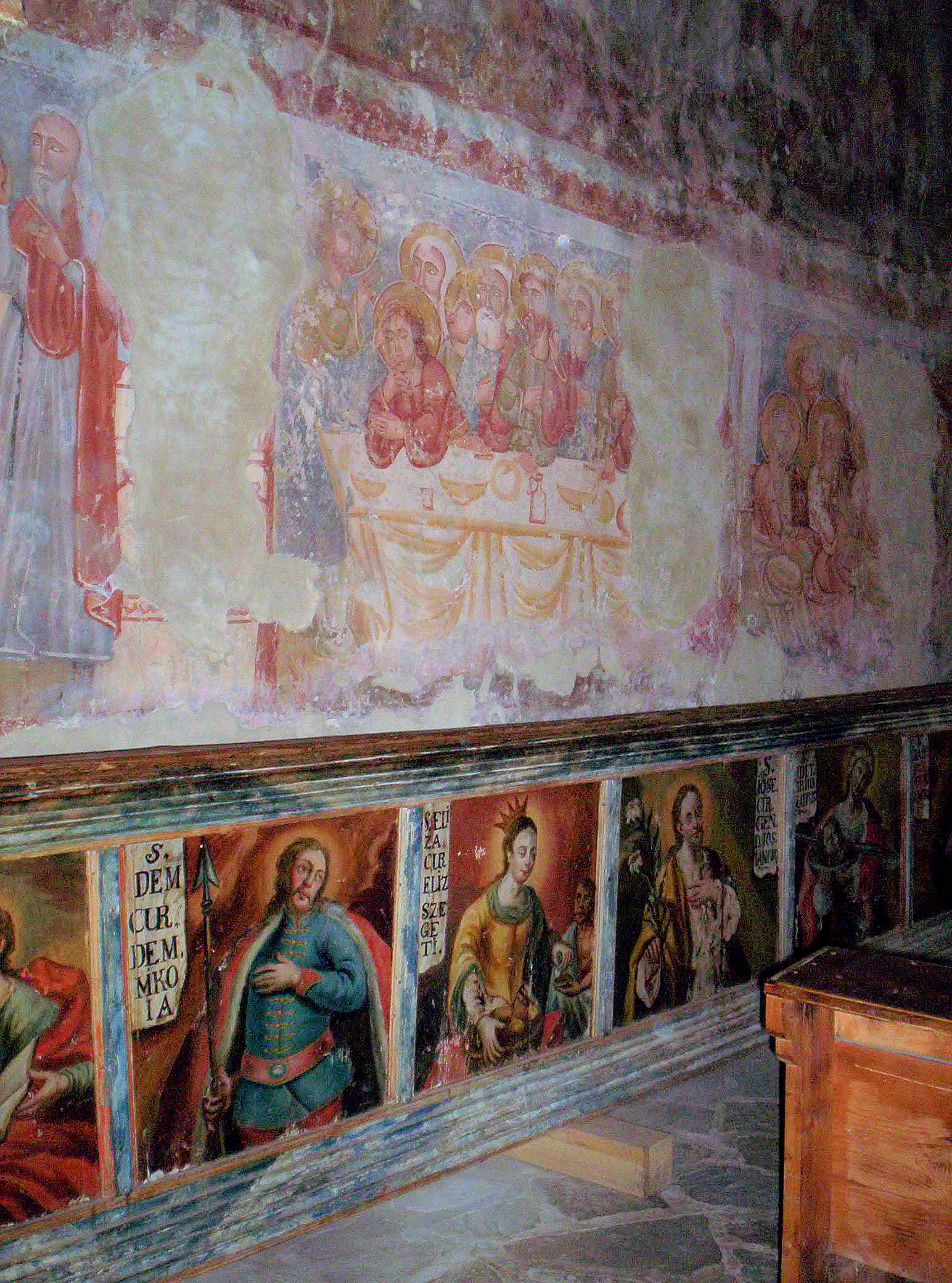
Frescă
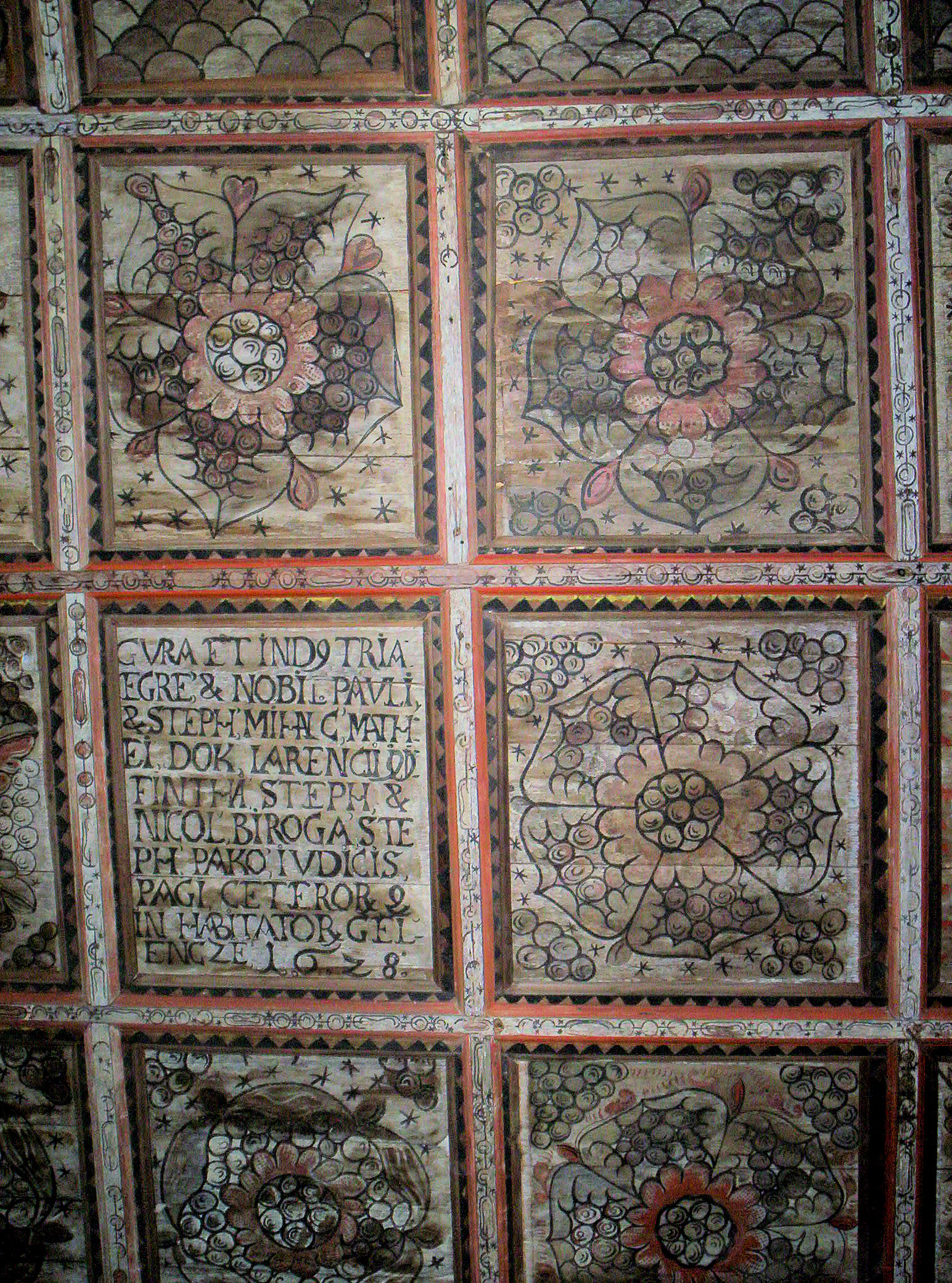
Tavan casetat din secolul XVII